# Martin Melkonian
Pour les articles homonymes, voir Melkonian.
Martin Melkonian est un écrivain français né le 20 mai 1950 à Paris. Il fait paraître son premier livre, Le Miniaturiste, en 1984. De 1970 à 2010, Martin Melkonian a fait carrière dans l’édition (de correcteur d’épreuves à secrétaire général, en passant par les postes de responsable d’un service des manuscrits et de directeur artistique). Il fut durant six ans collaborateur de Jean Malaurie pour la collection Terre humaine, chez Plon, et dirigea une collection d’essais et de littérature classique, L’Ancien et le Nouveau, chez Armand Colin. Il devint, un temps, critique littéraire, membre du Comité de rédaction de La Quinzaine littéraire.
De 1982 à nos jours, Martin Melkonian a construit une œuvre d’écrivain poète. Le récit, l’essai, le journal intime, les fragments poétiques et les aphorismes sont ses genres littéraires de prédilection. Le « je » de l’histoire individuelle s’y déploie tout en se faisant l’écho du génocide des Arméniens de l’Empire ottoman. Parmi de nombreuses publications où se signale la singularité d’un regard, on retiendra : Le Miniaturiste, initialement paru au Seuil, réédité en 2006 chez Parenthèses ; Arménienne, paru en 2012 chez Maurice Nadeau. Offrant toujours des perspectives originales tant sur les œuvres que sur les artistes, il s’est intéressé en particulier à Roland Barthes, Clara Haskil, Edward Hopper, Gustave Flaubert et Stéphane Mallarmé.
En contrepoint aux genres littéraires de prédilection évoqués, le journal intime, véritable soubassement actif de l’œuvre en cours et lieu par excellence de l’écriture fragmentaire, lui a inspiré un ensemble de notations poético-philosophiques parues dans plusieurs recueils, à savoir, chronologiquement : Minimes, Traces de secours, Une valise à papillons, Diaspores, Résident aux confins. Il s’est alors agi pour Martin Melkonian de mettre au jour une pensée nourrie par l’exercice de son travail d’écriture, travail d’écriture lui-même nourri par son propre vécu, ce qu’au demeurant il appelle, dans Le Témoin d’argile, « faire force d’univers ». Précisément, page 93 de ce cinquième volume publié du journal intime, de cet « échantillon de jours » (« specimen days »), selon la formule heureuse de Walt Whitman, on peut lire, en date du 9 janvier 2000 : « Faire force d’univers : ouvrir des fenêtres dans le monde bétonné des discours. »
À l’occasion d’une interview donnée en 2016 aux Nouvelles d’Arménie Magazine, il déclare :       « L’écriture est pour moi, comme la lecture, un espace de liberté imprenable, non récupérable par une idéologie, un groupe. »
Parallèlement, Martin Melkonian est peintre calligraphe.

## Bibliographie

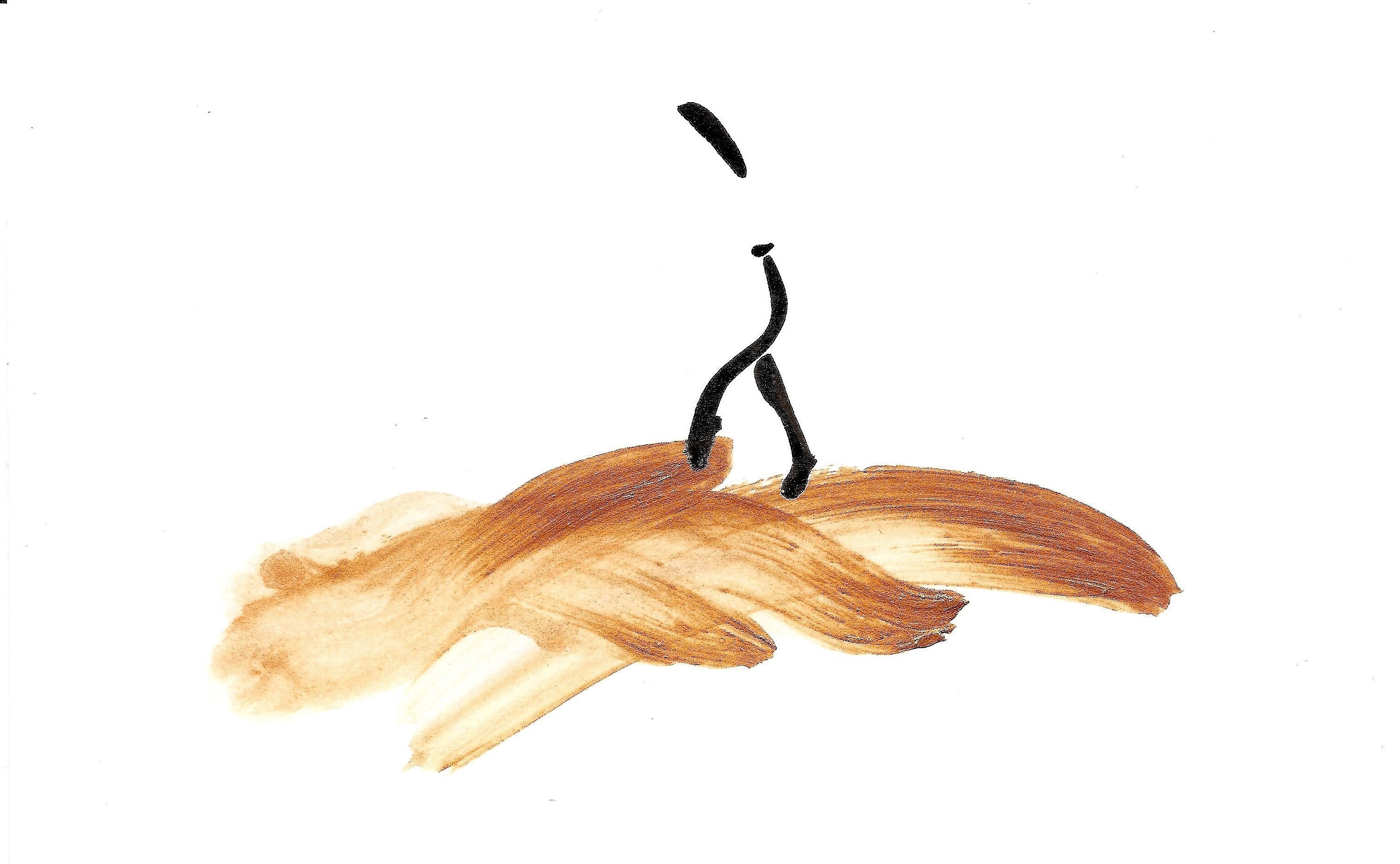
Martin Melkonian, Le Petit Prince mutilé, encre de Chine et acrylique sur Bristol, 2016.

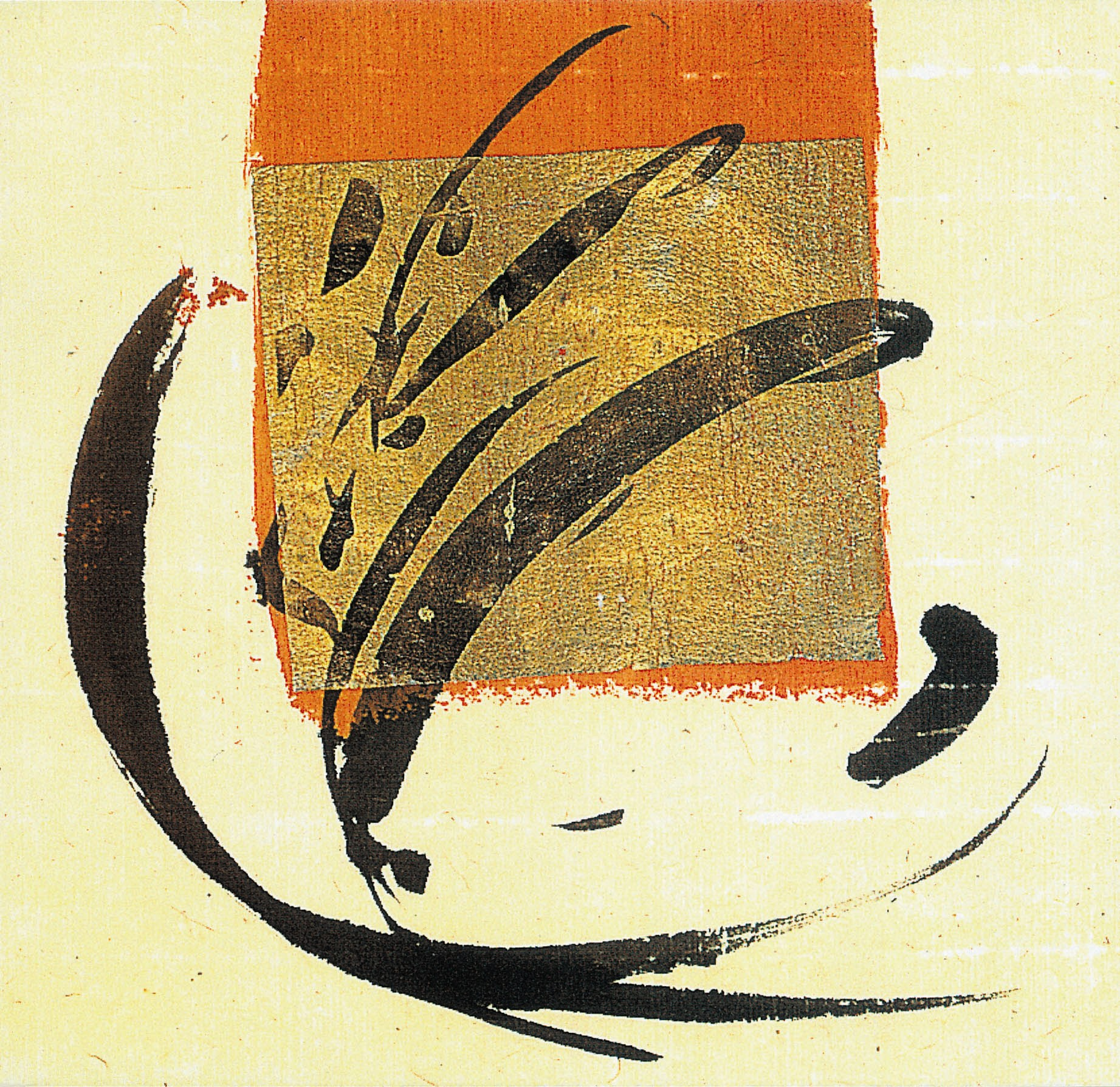
Martin Melkonian, Allant vers vous, encre de Chine sur papier de riz, 1995.